# ينغكو
ينغكو (بالصينية: 营口市 )‏ هي مدينة على مستوى محافظة، في جمهورية الصين الشعبية، تتبع لياونينغ، تبلغ مساحتها 4,970 كيلومتر مربع، رمزها البريدي هو 115000.

## مدن توأم
المدن التوأم:
- كروتوني
- أوتا، غونما
- جاكسونفيل، فلوريدا.

## التقسيمات الإدارية
- Zhanqian District [الإنجليزية]‏
- Xishi District [الإنجليزية]‏
- Bayuquan District [الإنجليزية]‏
- Laobian District [الإنجليزية]‏
- غايجو
- داشيتشياو.

## أعلام
- وي سونغ
- تشانغ لي